# Jardins (São Gonçalo do Amarante)

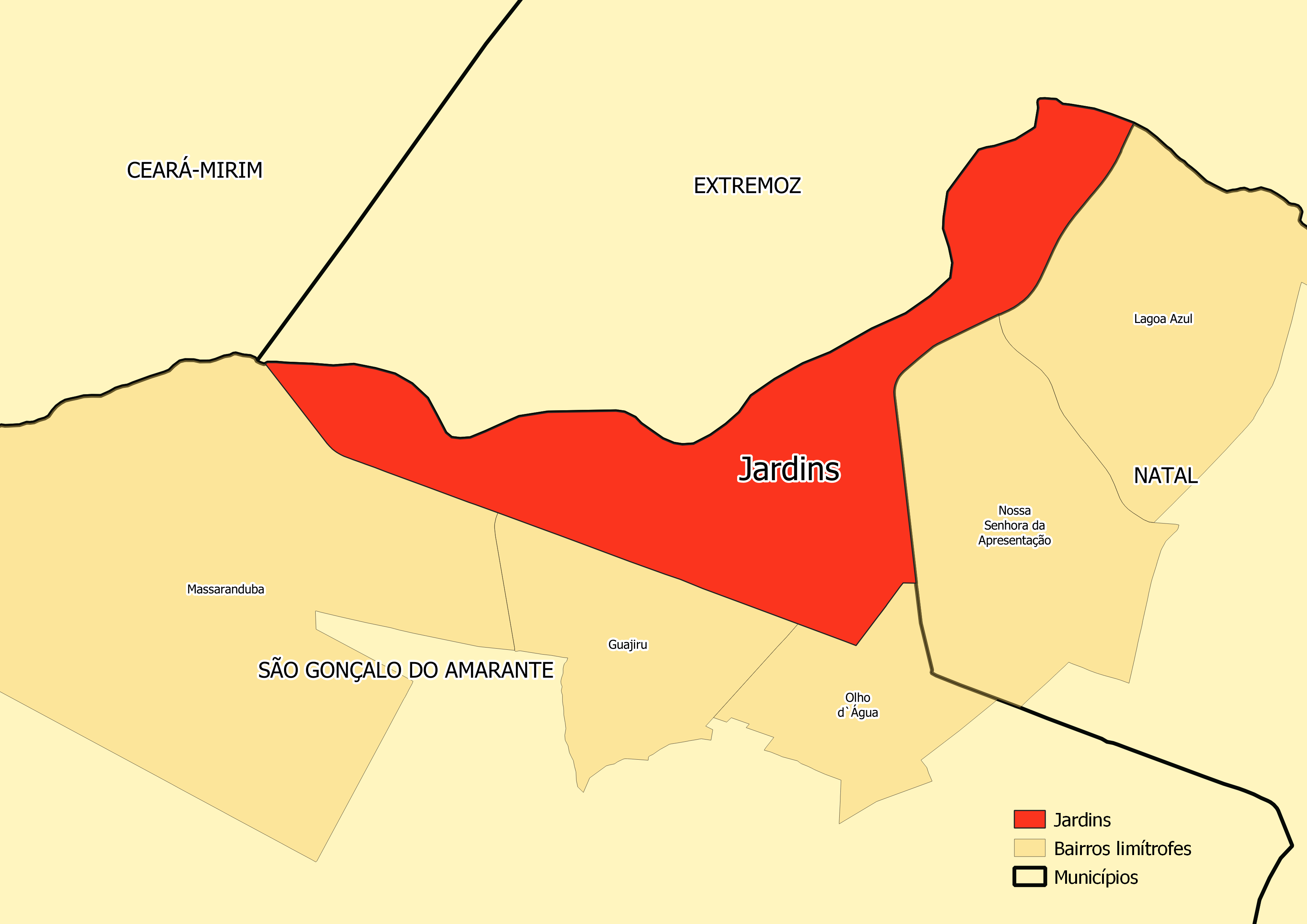
Bairro Jardins (em vermelho).

Jardins é um bairro criado pela Lei Nº 1.295, de 14 de outubro de 2011, no município de São Gonçalo do Amarante - Rio Grande do Norte. Sua área é destinada à indústria em São Gonçalo do Amarante, além de conter centros de atração populacional no sentido da necessidade de deslocamento de pessoas para trabalho na Grande Natal. É o bairro mais populoso do município, com 26 955 habitantes no censo de 2022.
O perímetro do bairro inicia-se na BR-406 e segue em linha reta até encontrar-se com o Rio Guajiru e segue seu curso em direção leste, limitando-se com a Lagoa de Extremoz e o Rio Doce, seguindo sentido sul em paralelo com a BR-101. Ligando em linha reta imaginária, paralela ao Loteamento Plaza Garden, no sentido norte/sul até o encontro com BR-406. Limita-se ao norte com o município de Extremoz, à Leste com o município de Natal, e ao Sul/Sudeste com os bairros de Maçaranduba, Guajiru e Olho d'Água, de São Gonçalo do Amarante.

## Infraestrutura
O crescimento dos Jardins como um subúrbio de Natal levou ao aumento significativo de empreendimentos imobiliários e industriais na segunda década do século XXI. Apresenta uma boa infraestrutura rodoviária, com trechos da BR-101 e BR-406 duplicados. A partir do Anel Rodoviário da Grande Natal, está distante à 7,5 km do Aeroporto Internacional São Gonçalo do Amarante, que serve à Região Metropolitana de Natal. Em sua extremidade Leste há também um trecho da Linha Norte da CBTU, apesar de o bairro não ser atendido por nenhuma estação.
Em 2021, foi assinado um contrato para a implantação parcial da Linha Roxa da CBTU, que contará com a instalação de três estações que irá servir os distritos industriais de Natal e do próprio bairro.

## Meio Ambiente
No bairro encontra-se o Parque Municipal das Nascentes do Rio Golandim, criado pelo Decreto Nº 659, de 24 de novembro de 2016. Em 07 de agosto de 2019, a Polícia Militar do Rio Grande do Norte, em cumprimento de decisão do Ministério Público do Rio Grande do Norte, realizou um despejo de cerca de 30 familiares que ocupavam o local.